# Нагрудный знак «Почётный работник прокуратуры Российской Федерации»
 Почётный работник прокуратуры Российской Федерации — ведомственная награда прокуратуры Российской Федерации.
Нагрудный знак учреждён приказом Генеральной прокуратуры РФ от 10 января 2007 г. № 1, этим же приказом утверждено «Положение о нагрудном знаке „Почетный работник прокуратуры Российской Федерации“».

## Описание
Знак имеет форму овала, составленного из рельефного изображения серебряного венка, листья которого воспроизводят элементы традиционного шитья для чиновников прокуратуры Российской Империи. На венок наложена эмблема органов прокуратуры РФ, выполненная из золотистого металла (томпак, нейзильбер) с эмалью.
В нижней части знака располагается надпись «Почетный работник прокуратуры», выполненная накладными золотистыми буквами в две строки.

## Порядок награждения
Знаком с одновременным вручением грамоты Генерального прокурора РФ награждаются работники органов и учреждений прокуратуры за примерное исполнение служебных обязанностей, продолжительную безупречную службу в органах и учреждениях прокуратуры, выполнение заданий особой важности и сложности, имеющие стаж работы в системе прокуратуры РФ не менее 15 календарных лет.
За особые заслуги в деле укрепления законности и правопорядка Генеральный прокурор РФ вправе награждать работников органов и учреждений прокуратуры без учета стажа службы в системе прокуратуры РФ.
Кроме того, Генеральный прокурор РФ имеет право награждать нагрудным знаком лиц, не являющихся работниками органов и учреждений прокуратуры, оказывающих помощь в укреплении законности и развития системы прокуратуры РФ.

## Привилегии награждённых

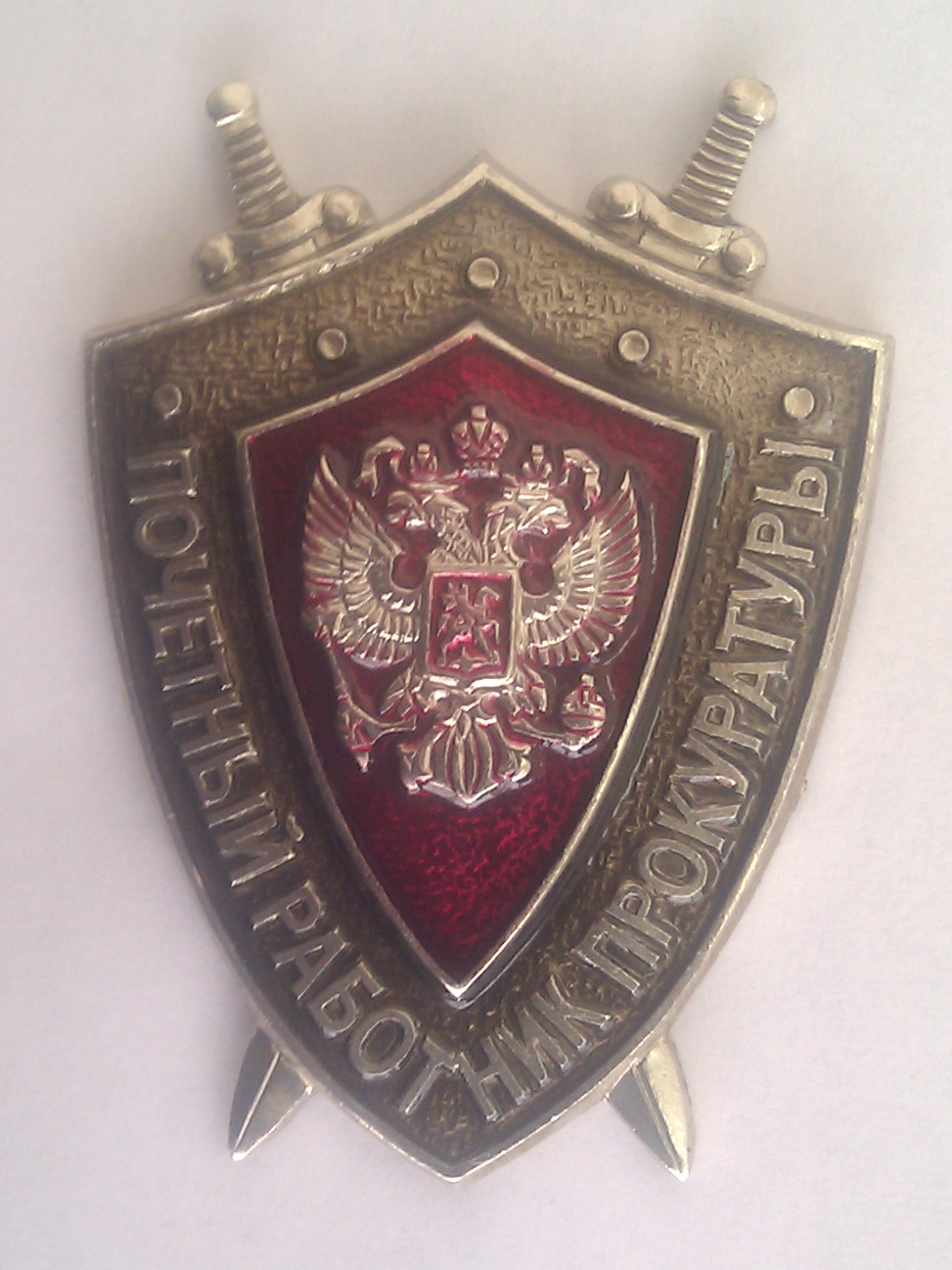
Старый вариант знака

Прокурорскому работнику, награждённому нагрудным знаком выплачивается единовременное денежное поощрение в размере двух должностных окладов с доплатой за классный чин, устанавливается максимальный оклад по должности, выплачивается ежемесячно процентная надбавка к заработной плате в размере 10 % от должностного оклада и доплаты за классный чин. Кроме того, работник имеет преимущественное право на получение или улучшение жилой площади, распределяемой органами прокуратуры, а также на ежегодный отпуск в удобное для него время, представление к досрочному присвоению классного чина по занимаемой должности или один на один классный чин выше положенного по занимаемой должности.
Наложение дисциплинарного взыскания в виде увольнения из органов и учреждений прокуратуры работника, награждённого нагрудным знаком, может применяться только с согласия Генерального прокурора РФ, к примеру, два фигуранта «игорного дела», Александр Игнатенко и Дмитрий Урумов, были награждены знаками «Почетный работник прокуратуры Российской Федерации», в соответствии с законом о прокуратуре решение об их увольнениях принимал лично генпрокурор Чайка.

## Порядок ношения
Нагрудный знак при ношении располагается на правой стороне груди.